# 唐啟華
唐啟華（1955年—），台灣基隆人，台灣歷史學家。英國倫敦政經學院國際關係史博士，前政治大學歷史學系系主任、東海大學歷史學系專任教授兼系主任、中國歷史學會理事長。现任复旦大学历史系教授。
唐啟華教授為臺灣的民國外交史研究權威，專長中英外交史、近代中國外交史、中國與國際聯盟。

## 學歷
東海大學歷史學系學士、東海大學歷史研究所碩士、英國倫敦政經學院國際歷史系博士

## 信仰
天主教
就讀東海大學時擔任天主教大專同學會東海分會總幹事

## 經歷
1982年至1986年間任國立高雄工專講師，1991年至2003年任國立中興大學歷史系副教授、教授，2003年至2012年擔任國立政治大學歷史學系教授、代理系主任、系主任，現任特聘教授；政大出版社總編輯；中國近代史學會理事長；中國歷史學會副理事長；教育部學審會委員；高等教育評鑑中心評鑑委員等，2012年9月起任東海大學歷史學系專任教授，2013年2月1日擔任該系系主任，2018年已不再擔任系主任一職。

## 研究取向
從事北洋、民國時期「修約外交」研究、陸徵祥研究。對清末與北洋外交評價甚高，關於袁世凱、孫文、民四和約、革命外交等，也有不同於過去學者研究之評價。

## 作品
專書
- 《洪憲帝制外交》，北京：社會科學文獻出版社，2017。
- 《巴黎和會與中國外交》，北京：社會科學文獻出版社，2014。
- 《被“廢除不平等條約”遮蔽的北洋修約史(1912-1928)》，北京：社會科學文獻出版社，2010。
- 《明臣仕清及其對清初建國的影響》，臺北：花木蘭文化出版社，2009。
- 《中華民國史外交志(初稿)》，新店：國史館，2002。
- 《北京政府與國際聯盟，1919-1928》，台北：東大圖書股份有限公司，1998。

期刊論文舉要
- 〈1926-1929年中比修約案研究〉，《政治大學歷史學報》31(2009，臺北)，頁115-163。
- 〈1924-1927中俄會議研究〉，《近代史研究》2007年第4期(北京)，頁29-54。
- 〈清季官方修約觀念與實踐之研究〉，《政大歷史學報》第二十六期(2006，臺北)，頁129-168。
- 〈北洋外交與“凡爾賽—華盛頓體系”〉，《北洋時期的中國外交》（上海：復旦大學出版社），頁47-80。
- 〈1924年《中俄協定》與中俄舊約廢止問題—以《密件議定書》為中心的探討〉，《近代史研究》(北京，2006.3)，頁1-22。
- 〈全球化下外交史研究的省思〉，《興大歷史學報》，第15期(台中，2004.10)，頁201-217。
- 〈『北洋外交』研究評介〉，《歷史研究》，第1期(北京，2004.02)，頁99-113。
- 〈中俄協定與北京外交團的沒落〉，《興大歷史學報》，第14期(台中，2003.06)，頁73-104。
- 〈北京政府時期條約觀念的演變與修約成果〉，《近代中國》，(台北，2002.12)，頁6-26。
- 〈「大國地位」的追求──二十世紀前半期中國在國際組織中的努力〉，《興大人文學報》，第32期下冊(台中，2002.06)，頁815-833。
- 〈1921年中德協約與北京政府「修約外交」的發展〉，《興大歷史學報》，第11期(台中，2000.12)，頁71-110。
- 〈由中英外交檔案看北洋外交(1912-1928)〉，《興大歷史學報》，第9期(台中，1999.06)，頁199-206。
- 〈1919年北京政府「修約外交」的形成與展開〉，《興大歷史學報》，第8期(台中，1998.06)，頁167-196。
- 〈民國初年北京政府「修約外交」之萌芽，1912- 1918〉，《興大文史學報》，第28期(台中，1998.06)，頁117-143。
- 〈張作霖的英籍顧問──端納與沙敦〉，《興大歷史學報》，第7期(台中，1997.06)，頁89-102。
- 〈1927年天津英租界歸還談判──兼論北伐時期的英國對華政策〉，《中華軍史學會會刊》，第2期(台北，1997.05)，頁703-724。
- 〈北洋政府時期中國在國際聯盟行政院席位的爭取，1919-1928〉，《興大歷史學報》，第6期(台中 ，1996.06)，頁73-107。
- 〈明清之際大變局中的士與隱〉，《歷史月刊》，第99期(台北，1996.04)，頁65-69
- 〈北洋政府時期海關總稅務司安格聯之初步研究〉，《近史所集刊》，第24期下冊(台北，1995.06)，頁573-601。
- 〈北京政府與國民政府對外交涉的互動關係，1925-1928〉，《興大歷史學報》，第4期(台中，1994.05)，頁77-103。
- 〈英國與北伐時期的南北和議〉，《興大歷史學報》，第3期(台中1993.04)，頁129-139。
- “Britain and the Raid on the Soviet Embassy by Chang Tso-lin”，《興大文史學報》，第22期(台中，1992.06)，頁185-197。
- “Britain and Warlordism in China: Relations with Chang Tso-lin”，《興大歷史學報》，第2期(台中，1992.03)，頁207-230。

## 外部連結
- 政治大學歷史學系
- 東海大學歷史學系